# رياضة شتوية
الرياضات الشتوية أو الأنشطة الشتوية هي رياضات تنافسية أو أنشطة ترفيهية غير تنافسية تمارس على الجليد أو الثلج. تتخذ الرياضيات الشتوية أشكالا مختلفة كالتزلج والتزحلق على الجليد والتزحلق بواسطة المزلاج وغيرها. كانت هذه الألعاب تُلعب فقط في المناطق الباردة خلال فصل الشتاء، لكن اختراع الثلج والجليد الاصطناعي سمحا ببمارسة هذه الألعاب في أي وقت من أوقات السنة. تتكون مناطق اللعب والملاعب لهذا النوع من الرياضيات من ثلج أو جليد. يمكن استخدام الجليد الاصطناعي لتوفير مساحات لرياضات مثل التزلج على الجليد وهوكي الجليد والرينجيت وكرة المقشة [الإنجليزية] والباندي وباندي التزلج [الإنجليزية] وغيرها.
تستخدم رياضة التزلج السريع على سبيل المثال مسارًا دائريًا من الجليد، في بعض الصالات الرياضية قد يوجد هذا المسار في صالة مغلقة لاستخدامه لأنواع أخرى من الرياضات التي تتطلب استخدام صالات مغلقة مثل رياضة التزلج الفني على الجليد.
يستخدم الجليد أيضا لتشكيل مسارًا بمستويات مختلفة من الارتفاع ومجموعة من الانحناءات لبعض رياضيات التزحلق. التزلج لمسافات طويلة (المعروف أيضًا باسم "التزلج الماراثوني") مثل التزلج على الجليد يتم إجراؤه في الهواء الطلق فقط ويستخدم الجليد الطبيعي المتاح من البحيرات والبرك والمستنقعات المتجمدة.
تعد الألعاب الأولمبية الشتوية والجامعات الشتوية مثالين على المنافسات الشتوية متعددة الرياضات.

## تاريخ
في الأيام الأولى للألعاب الأولمبية كان هناك فرق بسيط بين الألعاب الصيفية والشتوية. استمر هذا الفرق من أواخر تسعينيات القرن التاسع عشر إلى أوائل إلى منتصف القرن العشرين. خلال هذا الوقت أقيمت العديد من الرياضات الشتوية التي تلعب اليوم خلال الألعاب الأولمبية الشتوية أثناء انعقاد الألعاب الأولمبية الصيفية. كان من المفترض في الأصل الحفاظ على جميع الرياضات الأولمبية تحت حدث واحد وجدول زمني واحد، ولكن بسبب المتطلبات البيئية لبعض الألعاب الرياضية أصبح من الضروري فصلهما.
أتاح الثلج والجليد خلال فصل الشتاء الانزلاق باستخدام الزلاجات كوسيلة للنقل، وقد أدى ذلك أيضًا إلى ظهور أنشطة التسلية والرياضات المختلفة في فصل الشتاء مقارنة بأوقات أخرى من العام. بطبيعة الحال تعتبر الرياضات الشتوية أكثر شيوعًا في البلدان ذات مواسم الشتاء الأطول. في جبال الألب الأوروبية أصبحت سانت موريتز منتجعًا شتويًا شهيرًا في عام 1864. 
بينما تُمارس معظم الرياضات الشتوية في الخارج، انتقلت رياضة الهوكي على الجليد والتزلج السريع إلى حد ما والباندي إلى الصالات المغلقة بدءًا من منتصف القرن العشرين. تسمح حلبات التزلج على الجليد الداخلية والجليد الاصطناعي بممارسة التزحلق على الجليد والهوكي في المناخات الحارة.
من المحتمل أن تتأثر الرياضات الشتوية في الهواء الطلق بشدة بسبب تغير المناخ في القرن المقبل.

## قائمة الرياضات الشتوية

### التزلج على الجليد
- التزلج الفني على الجليد
- التزلج السريع على المضمار القصير[5]
- التزلج السريع
- التزلج الإيقاعي على الجليد [6]

### التزلج
- التزلج على المنحدرات الجليدية
- بياثلون
- تزلج ريفي
- تزلج حر[7]
- التزلج مع المظلة[8]
- Mogul skiing [9]
- MonoSkiing[10]
- التزلج الجديد[11]
- التزلج الاسكندافي المشترك[12]
- Skiboarding[13]
- التزلج المتمايل[14]
- التزلج بالكلاب أو ما يسمى بالانجلزية (skijoring)[15]
- قفز تزلجي
- احذية التزلج الشتوية[16]
- التزلج السريع[17]
- الطيران الثلجي السريع [18]

### سليدنغ
رياضة يستخدم فيها الزلاجات للنزول في مسارات الثلج
- زلاجة جماعية
- تزلج سباق الكلاب[19]
- الزحافات الثلجية
- سباق الزلاجات الصدرية